# Jorge Rivera (lutador)
Jorge Luis Rivera (Porto Rico, 28 de fevereiro de 1972) é um ex-lutador americano de artes marciais mistas que competia na divisão dos Médios. Apesar de ser conhecido pelas suas 12 lutas no UFC, ele também foi participante do The Ultimate Fighter: The Comeback.

## Background
Rivera nasceu em Porto Rico, e tem dois irmãos e uma irmã mais nova. Após morar em Porto Rico por um curto tempo, Rivera e sua família se mudaram para Boston, Massachusetts, e então Bellingham, Massachusetts antes de finalmente se mudaram para Milford, Massachusetts. Sendo uma das minorias étnicas nessa cidade, enquanto criança Rivera se envolveu em diversas brigas. Ainda jovem, Rivera acabou sendo preso acusado de roubo de carro. Quando ele tinha 25 anos, Rivera começou a treinar artes marciais mistas.

## Carreira Militar
Com um Tanque 19k com Armor A/1-70 em Fort Polk, Louisiana. Ele ajudou a mover a unidade de Fort Polk para Fort Hood, Texas antes de seu alistamento terminar em 1991.

## Carreira no MMA
A primeira luta de Rivera aconteceu em 2001, quando ele tinha 29 anos contra Branden Lee Hinkle em Chester, West Virginia. Lee Hinkle, que lutava profissionalmente havia três anos, também tinha a lenda Mark Coleman no seu córner. Rivera acertou um direto de direita no começo, que derrubou o protetor bucal de Lee Hinkle e o deixou atordoado, mas então respondeu com seu wrestling, levantando e jogando Rivera no chão. Lee Hinkle então seguiu dando alguns socos que fizeram que o árbitro Din Thomas a interromper a luta, fazendo Lee Hinkle vencedor por nocaute téncico.
A primeira luta de Rivera no UFC com um vitória por decisão unânime sobre David Loiseau no UFC 44. Ele então sofreu derrotas por finalização para Lee Murray no UFC 46' e Rich Franklin no UFC 50 antes de se recuperar com uma vitória por decisão unânime sobre Dennis Hallman no UFC 55.
Rivera foi derrotado por Chris Leben por nocaute técnico antes de aparecer no The Ultimate Fighter 4 como competidor no Peso Médio. Apesar de Rivera não ter sucesso no reality, ele apareceu no The Ultimate Fighter 4 Finale, derrotando Edwin DeWees por nocaute técnico no primeiro round. Jorge então foi derrotado por Terry Martin por nocaute com um uppercut no UFC 67, com quatorze segundos de luta. Jorge quebrou seu queixo no soco do nocaute e não lutou antes do UFC 80, onde ele nocauteou o favorito Kendall Grove no primeiro round. Ele então foi a 4–3 com a vitória, com vitórias sobre Eric Schafer, Nate Quarry, Nissen Osterneck e o finalizador Rob Kimmons, com suas derrotas sendo para oponentes de alto nível como Martin Kampmann, Michael Bisping e Costa Philippou.
Rivera era esperado para enfrentar Alessio Sakara em 28 de Agosto de 2010 no UFC 118, mas foi forçado a se retirar do card com uma lesão no braço e foi substituído por Gerald Harris.
A luta entre Rivera e Sakara era esperada para acontecer em 13 de Novembro de 2010 no UFC 122. A luta foi riscada no dia da luta devido a um resfriado de Sakara.
Em 27 de fevereiro de 2011 no UFC 127 Rivera perdeu para Michael Bisping por nocaute técnico no segundo round. Semanas antes de ele ser colocado para enfrentar Bisping, Rivera fez alguns vídeos zombando e insultando Bisping e sua família.
A luta entre Rivera e Sakara foi novamente remarcada para 6 de agosto de 2011 no UFC 133. Antes da luta contra Sakara, Rivera mencionou que poderia se aposentar após a luta devido a sua idade. Rivera então enfrentou Costa Philippou. Ele perdeu por decisão dividida.
Rivera enfrentou Eric Schafer em 20 de janeiro de 2012 no UFC on FX: Guillard vs. Miller. Após um dominante primeiro round de Schafer com suas quedas e seu controle no chão, Rivera deu a volta por cima no segundo round e venceu por nocaute técnico.
Após a luta, Rivera se aposentou do MMA.

## Vida Pessoal
Rivera tem quatro crianças, um filho e quatro filhas. Em 5 de agosto de 2008, sua filha mais velha morreu. Com 17 anos, Janessa Marie morreu inesperadamente de uma reação a uma medicação.

## Cartel no MMA
| Cartel no MMA   |             |            |
| 29 lutas        | 20 vitórias | 9 derrotas |
| Por nocaute     | 14          | 5          |
| Por finalização | 2           | 3          |
| Por decisão     | 4           | 1          |

| Res.    | Cartel | Oponente           | Método                                    | Evento                               | Data       | Round | Tempo | Local                        | Notas |
| ------- | ------ | ------------------ | ----------------------------------------- | ------------------------------------ | ---------- | ----- | ----- | ---------------------------- | ----- |
| Vitória | 20–9   | Eric Schafer       | TKO (socos)                               | UFC on FX: Guillard vs. Miller       | 20/01/2012 | 2     | 1:31  | Nashville, Tennessee         |       |
| Derrota | 19–9   | Costa Philippou    | Decisão (dividida)                        | UFC 133                              | 06/08/2011 | 3     | 5:00  | Filadélfia, Pennsylvania     |       |
| Derrota | 19–8   | Michael Bisping    | TKO (socos)                               | UFC 127                              | 27/02/2011 | 2     | 1:54  | Sydney                       |       |
| Vitória | 19–7   | Nate Quarry        | TKO (socos)                               | UFC Fight Night: Florian vs. Gomi    | 31/03/2010 | 2     | 0:29  | Charlotte, Carolina do Norte |       |
| Vitória | 18–7   | Rob Kimmons        | TKO (socos)                               | UFC 104                              | 24/10/2009 | 3     | 1:53  | Los Angeles, California      |       |
| Vitória | 17–7   | Nissen Osterneck   | Decision (dividida)                       | UFC Fight Night: Condit vs. Kampmann | 01/04/2009 | 3     | 5:00  | Nashville, Tennessee         |       |
| Derrota | 16–7   | Martin Kampmann    | Finalização (guilhotina)                  | UFC 85                               | 07/06/2008 | 1     | 2:44  | Londres                      |       |
| Vitória | 16–6   | Kendall Grove      | KO (socos)                                | UFC 80                               | 19/01/2008 | 1     | 1:20  | Newcastle                    |       |
| Derrota | 15–6   | Terry Martin       | KO (socos)                                | UFC 67                               | 03/02/2007 | 1     | 0:14  | Las Vegas, Nevada            |       |
| Vitória | 15–5   | Edwin Dewees       | TKO (socos)                               | The Ultimate Fighter 4 Finale        | 11/11/2006 | 1     | 2:37  | Las Vegas, Nevada            |       |
| Vitória | 14–5   | Timothy Williams   | TKO (socos)                               | WFL – Real: No Fooling Around        | 01/04/2006 | 1     | 3:50  | Revere, Massachusetts        |       |
| Derrota | 13–5   | Chris Leben        | TKO (socos)                               | UFC Fight Night 3                    | 16/01/2006 | 1     | 1:44  | Las Vegas, Nevada            |       |
| Vitória | 13–4   | Dennis Hallman     | Decisão (unânime)                         | UFC 55                               | 07/10/2005 | 3     | 5:00  | Uncasville, Connecticut      |       |
| Vitória | 12–4   | Marcelo Azevedo    | Decisão (unânime)                         | Cage Rage 13: No Fear                | 10/09/2005 | 3     | 5:00  | Londres                      |       |
| Vitória | 11–4   | Danny Vega         | Finalização Técnica (triângulo de braço)  | WFL: Unleashed                       | 06/08/2005 | 1     | 0:47  | Revere, Massachusetts        |       |
| Derrota | 10–4   | Anderson Silva     | TKO (joelhadas e socos)                   | Cage Rage 11: Face Off               | 30/04/2005 | 2     | 3:53  | Londres                      |       |
| Vitória | 10–3   | Alex Reid          | KO (socos)                                | Cage Rage 10: Deliverance            | 26/02/2005 | 1     | 0:41  | Londres                      |       |
| Derrota | 9–3    | Rich Franklin      | Finalização (chave de braço)              | UFC 50                               | 22/10/2004 | 3     | 4:28  | Atlantic City, Nova Jérsei   |       |
| Vitória | 9–2    | Mark Weir          | TKO (inter. médica)                       | Cage Rage 7: Battle of Britain       | 10/07/2004 | 1     | 5:00  | Londres                      |       |
| Vitória | 8–2    | James Gabert       | TKO (socos)                               | MMA: Eruption                        | 30/04/2004 | 3     | 4:10  | Lowell, Massachusetts        |       |
| Derrota | 7–2    | Lee Murray         | Finalização (triângulo c/ chave de braço) | UFC 46                               | 31/01/2004 | 1     | 1:45  | Las Vegas, Nevada            |       |
| Vitória | 7–1    | David Loiseau      | Decisão (unânime)                         | UFC 44                               | 26/09/2003 | 3     | 5:00  | Las Vegas, Nevada            |       |
| Vitória | 6–1    | Solomon Hutcherson | KO (socos)                                | USMMA 3: Ring of Fury                | 03/05/2003 | 1     | 3:01  | Boston, Massachusetts        |       |
| Vitória | 5–1    | Andy Lagden        | Finalização (mata leão)                   | CWFC 2 - Fists of Fury               | 30/11/2002 | 1     | N/A   | Londres                      |       |
| Vitória | 4–1    | Travis Lutter      | TKO (socos)                               | USMMA 2: Ring of Fury                | 21/09/2002 | 3     | 3:46  | Lowell, Massachusetts        |       |
| Vitória | 3–1    | Joe Nye            | TKO (socos)                               | USMMA 1: Ring of Fury                | 18/05/2002 | 1     | 0:52  | Lowell, Massachusetts        |       |
| Vitória | 2–1    | Brian Hawkins      | KO (socos)                                | TFC FightZone: Back in the Zone      | 22/03/2002 | 1     | N/A   | Toledo, Ohio                 |       |
| Vitória | 1–1    | Elias Rivera       | TKO (socos)                               | Mass Destruction 3                   | 22/03/2002 | 1     | 6:50  | Springfield, Massachusetts   |       |
| Derrota | 0–1    | Branden Lee Hinkle | TKO (inter. do córner)                    | RSF 2: Attack at the Track           | 23/06/2001 | 2     | 1:54  | Chester, Virgínia Ocidental  |       |